# ماسيج شيفشيك
ماسيج شيفشيك (بالبولندية: Maciej Szewczyk؛ بالألمانية: Maciej Szewczyk) هو لاعب كرة قدم ألماني وبولندي في مركز الدفاع، ولد في 12 مايو 1994 في مبن في ألمانيا. شارك مع منتخب بولندا تحت 19 سنة لكرة القدم. أما مع النوادي، فقد لعب مع ألمانيا آخن ونادي كايزرسلاوترن.

## وصلات خارجية
- ماسيج شيفشيك على موقع قاعدة بيانات كرة القدم.إي يو (الإنجليزية)
- ماسيج شيفشيك على موقع Soccerway.com (الإنجليزية)
- ماسيج شيفشيك على موقع عالم كرة القدم.نت (الإنجليزية)